# Носаньов Олександр Григорович
Олександр Григорович Носаньов (нар. 7 грудня 1948, місто Краматорськ, тепер Донецької області) — український радянський діяч, головний інженер Краматорського металургійного заводу імені Куйбишева Донецької області. Депутат Верховної Ради УРСР 11-го скликання.

## Біографія
Освіта вища. Закінчив Краматорський індустріальний інститут Донецької області.
З 1966 року — електрослюсар, різальник гарячого металу, вальцювальник, майстер стану, начальник сортопрокатного цеху, з 1985 року — головний інженер Краматорського металургійного заводу імені Куйбишева Донецької області.
Член КПРС з 1972 року.
Потім — на пенсії в місті Краматорську Донецької області.

## Нагороди
- ордени
- медалі